# Province of Maine
Die Province of Maine war ein kurzlebiges Konstrukt im 17. Jahrhundert. Sie war keine offizielle Provinz der englischen Kolonien. Sie erstreckte sich entlang der Nordostküste Nordamerikas auf einem Gebiet, zu welchem heute die Bundesstaaten Maine, New Hampshire und Vermont gehören, zudem Gebiete der kanadischen Provinzen Québec und New Brunswick. Grundlage der Provinz waren Grants, die für dieses Gebiet ausgegeben wurden. In den 1650er Jahren wurde das Gebiet Teil der Massachusetts Bay Colony. Der Name Maine geht auf das französische Gebiet Meyne zurück, über welches Königin Henrietta Maria von Frankreich regierte.

## Geschichte

### Patent von 1622

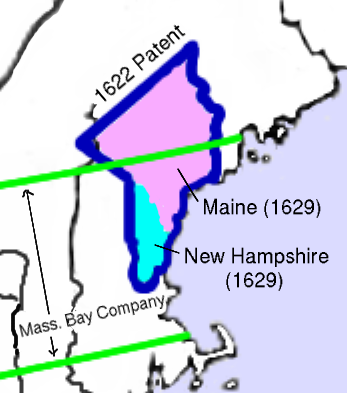
Die Blaue Linie markiert den Grant von 1622. Die Teilung von 1629 wird durch die unterschiedlichen Farben dargestellt. Die Grenzen des Grants der Massachusetts Bay Company sind grün.

Das erste Patent, auf das die Province of Maine zurückgeht, wurde am 10. August 1622 an Ferdinando Gorges und John Mason durch die Aktiengesellschaft Plymouth Council for New England vergeben. Diese erwarb das Recht Grants zu vergeben durch das königliche Patent von König Jakob I., der ihr ein Gebiet in Nordamerika zwischen dem 40. und 48. Breitengrad zuteilte.
Der erste Grant umfasste ein Gebiet zwischen dem Merrimack River und dem Kennebec River sowie Land zwischen den Oberläufen der beiden Flüsse. Gorges und Mason teilten im Jahr 1629 das Gebiet am Piscataqua River. Mason behielt das Land südlich des Piscataqua Rivers und gründete die Province of New Hampshire.
Den nördlichen Teil behielt Gorges und nannte das Gebiet New Somersetshire. Mangelnde Finanzierung und das Fehlen einer königlichen Charta behinderten die Entwicklung. Es wurden nur wenige kleine Siedlungen errichtet.

### Patent von 1639
Im Jahr 1639 erhielt Gorges ein erneuertes Patent für das Gebiet zwischen dem Piscataqua River und dem Kennebec River, diesmal in der Form einer königlichen Charta. Das Gebiet war in etwa das gleiche wie das im Patent von 1622 nach der Teilung von 1629 mit Mason. Auch der erneute Versuch der Kolonisierung war wenig erfolgreich. Geldmangel und der Mangel an Siedlern erlaubten kein besonderes Wachstum. Die Kolonie bestand jedoch auch nach dem Tod von Gorges im Jahr 1647 fort.

## Übernahme durch die Massachusetts Bay Colony
Bereits in den 1640er Jahren weitete die Massachusetts Bay Colony ihr Territorium nach Norden aus. Mit der Begründung, dass der nördlichste Breitengrad, den der Fluss durchfließt, nördlicher als seine Mündung läge, beanspruchte sie Gebiete, aus denen später New Hampshire wurde. Nach einer Vermessung in den frühen 1650er Jahren erweiterte die Massachusetts Bay Colony ihr Gebiet bis an die Casco Bay. Im Jahr 1658 umfasste es das komplette Gebiet, das Gorges zugesprochen worden war.
Im Grant von 1664 übertrug König Karl II. die Landrechte an Gebieten nördlich und östlich des Kennebec Rivers an seinen Bruder, den späteren König Jakob II., der zu der Zeit Duke of York war.
Gemäß den Bedingungen dieses Patents wurde das Gebiet als Cornwall County Teil der Provinz des Dukes, der Provinz New York. Zu den Gebieten, auf die sich dieses Patent bezieht, gehört der Bereich zwischen dem Kennebec River und dem St. Croix River. Dieses Gebiet wurde zuvor als Territorium von Sagadahock bezeichnet. Es bildet heute den östlichen Teil des Bundesstaates Maine.
Die Absicht von Karl II., das Gebiet des ehemaligen Grants von Gorges ebenfalls mit einzubeziehen, scheiterte an den Erben von Gorges, die ihre verbleibenden Ansprüche an die Massachusetts Bay Colony verkauften.
1691 erließen König Wilhelm III. und Königin Maria II. die Gründungsurkunde für die neue Province of Massachusetts Bay. Zu den Gebieten der Province of Massachusetts Bay gehörten neben anderen Gebieten auch die Rechte der ehemaligen Massachusetts Bay Colony und die des Dukes of York.

### Unabhängigkeitsbestrebungen
Nach Kontroversen wurde das Gebiet entsprechend dem Patent von 1628 in die Province of Massachusetts Bay im Jahr 1692 aufgenommen. Jedoch gab es in den Jahren 1786, 1787, 1802 und 1816 Anstrengungen unabhängig von Massachusetts zu werden. Dies gelang mit der Gründung Bundesstaates Maine durch einen Akt des Kongresses am 16. März 1820.